# Uday Taleb
Uday Taleb Jawad (arabe : عدي طالب) (né le 6 novembre 1981 ou le 1er juillet 1981 selon les sources) est un joueur de football international irakien, qui évolue au poste de gardien de but.

## Biographie

### Carrière en sélection
Avec l'équipe d'Irak, il joue 5 matchs (pour aucun but inscrit) entre 2002 et 2004. 
Il figure dans le groupe des sélectionnés lors de la coupe d'Asie des nations de 2004, où il atteint le stade des quarts de finale.
Il participe également à la Coupe des confédérations de 2009, ainsi qu'aux JO de 2004.
Il joue enfin un match comptant pour les éliminatoires de la coupe du monde 2006.